# Distretto rurale di Bukoba
Il distretto rurale di Bukoba è un distretto della Tanzania situato nella regione del Kagera. È suddiviso in 29 circoscrizioni (wards) e conta una popolazione di 322 448 abitanti (censimento 2022).

## Suddivisione amministrativa
Il distretto è diviso nelle seguenti circoscrizioni (wards), tra parentesi gli abitanti (censimento 2022):
1. Buhendangabo (7 545)
2. Bujugo (8 102)
3. Butelankuzi (10 465)
4. Butulage
5. Ibwera (9 408)
6. Izimbya (10 804)
7. Kaagya (16 520)
8. Kaibanja (15 920)
9. Kanyangereko (11 108)
10. Karabagaine (16 312)
11. Kasharu (8 255)
12. Katerero (5 738)
13. Katoma (7 293)
14. Katoro (16 284)
15. Kemondo (21 506)
16. Kibirizi (9 477)
17. Kikomero (6 597)
18. Kishanje (8 674)
19. Kishogo (9 356)
20. Kyaitoke (10 369)
21. Kyamulaile (14 882)
22. Maruku (9 689)
23. Mikoni (7 891)
24. Mugajwale (11 106)
25. Nyakato (15 301)
26. Nyakibimbili (9 097)
27. Rubafu (9 667)
28. Rubale (9 475)
29. Ruhunga (11 348)
30. Rukoma (14 259)